# Padenia bizonata
Padenia bizonata là một loài bướm đêm thuộc phân họ Arctiinae, họ Erebidae.